# Бачев, Преслав
Пре́слав Вале́риев Ба́чев (болг. Преслав Валериев Бачев; 14 марта 2006, Русе) — болгарский футболист, нападающий клуба «Левски».

## Клубная карьера
Бачев родился в Русе и начал выступать в местных клубах «Аристон» и «Дунав», а в возрасте 11 лет перешёл в молодёжную академию «Левски». Он дебютировал за «Левски» 19 мая 2022 года в победном (2:1) дерби против столичной «Славии». Свой первый гол за «Левски» он забил 13 августа 2023 года в ворота «Ботева Враца», который выиграл матч для его команды. В октябре 2023 года Бачев продлил контракт с командой до лета 2026 года.